# Margattina trispina
Margattina trispina är en kackerlacksart som beskrevs av Bei-Bienko 1958. Margattina trispina ingår i släktet Margattina och familjen småkackerlackor. Inga underarter finns listade i Catalogue of Life.